# Гаруша
Гаруша (укр. Гаруша) — село в Турийской поселковой общине Ковельского района Волынской области Украины.
До 2020 года входило в Турийский район.
Код КОАТУУ — 0725581303. Население по переписи 2001 года составляет 178 человек. Почтовый индекс — 44803. Телефонный код — 3363. Занимает площадь 0,815 км².